# Dielocroce chobauti
Dielocroce chobauti is een insect uit de familie van de Nemopteridae, die tot de orde netvleugeligen (Neuroptera) behoort. 
Dielocroce chobauti is voor het eerst wetenschappelijk beschreven door McLachlan in 1898.